# Łukasz (organista)
Łukasz (zm. 28 stycznia 1532) – organista, dominikanin z klasztoru Dominikanów we Lwowie. Muzyk pochodzenia węgierskiego. Jedyna biograficzna informacja, dotycząca jego, to wzmianka w klasztornym nekrologu (Liber mortuorum monasterii Leopolensis Sancti Dominici): Obiit frater Lucas organista, de Ungaria. 1532. 
Jest domniemanym twórcą, a przynajmniej skryptorem Lwowskiej tabulatury organowej (por. Polskie tabulatury organowe) z lat 1520–1530. Na osobę Łukasza wskazuje napis: Et valde mane una sabbatorum / Finis p[er] me Luca[m] ([nazwa 5-głosowego motetu H. Fincka] / ukończone przeze mnie, Łukasza). Tabulatura, zawierająca utwory m.in. Heinricha Fincka, już ok. 1533 została zniszczona - wykorzystana wówczas jako usztywnienie okładki zbioru inkunabułów z XV wieku. Odkryta w 1964 podczas badań nad zbiorem inkunabułów.